# Carex projecta
Carex projecta är en halvgräsart som beskrevs av Kenneth Kent Mackenzie. Carex projecta ingår i släktet starrar, och familjen halvgräs. Inga underarter finns listade i Catalogue of Life.